# 南高加索

高加索

南高加索（英語：South Caucasus）是指高加索山脉以南的格鲁吉亚、亚美尼亚、阿塞拜疆三国所在地区。该地区位于欧亚大陆中心，石油和天然气资源丰富。1922年12月南高加索的格鲁吉亚、亚美尼亚、阿塞拜疆三国以外高加索社会主义联邦苏维埃共和国名义加入苏联加盟共和国。
然而，南高加索被俄罗斯视角又称外高加索（英語：Transcaucasia）。

## 历史
南高加索地区拥有丰富的历史。该地区的古代王国包括科尔基斯、烏拉爾圖、亚美尼亚和高加索阿尔巴尼亚王国等。这些政权有时被附近的帝国吞并，包括阿契美尼德帝国、安息帝國和萨珊帝国。祆教一度成为该地区的主导宗教，后逐渐皈依基督教。
7世纪，阿拉伯帝国崛起，伊斯兰教传入南高加索，但格鲁吉亚和亚美尼亚基本保持了基督教信仰和各自古老的文字——格鲁吉亚文和亚美尼亚文。
13世纪，南高加索诸国沦为蒙古帝国的附庸。16至18世纪，奥斯曼帝国和波斯帝国的争夺再次将南高加索卷入战火，三国的疆域和归属状况频繁变化。19世纪，俄罗斯帝国吞并该地区。
1917年俄国革命爆发，沙皇政权崩溃，南高加索三国迎来了短暂的独立时期。1918至1920年间，格鲁吉亚、亚美尼亚、阿塞拜疆先后宣布独立，但很快又被苏联控制。苏联时期，三国成为加盟共和国，经济文化得到了一定发展，但同时也经历了斯大林时期的强权统治和大清洗运动。
1991年苏联解体。格鲁吉亚、亚美尼亚、阿塞拜疆重新获得独立。但独立之后，这一地区爆发了多起领土和族裔冲突，如纳戈尔诺-卡拉巴赫战争、阿布哈兹冲突、俄格战争等。

## 聯合國會員國
| 主權国家 | 建国日期       | 政治体制                   | 国家元首     | 国旗 | 国徽 | 地图 |
| -------- | -------------- | -------------------------- | ------------ | ---- | ---- | ---- |
| 亞美尼亞 | 1991年9月21日  | 共和制 半总统制            | 亚美尼亚总统 |      |      |      |
|          | 1991年10月18日 | 共和制 半总统制 一党优势制 | 阿塞拜疆总统 |      |      |      |
|          | 1991年4月9日   | 共和制 半总统制            | 格魯吉亞總統 |      |      |      |

## 非聯合國會員國
| 主權国家 | 建国日期       | 政治体制        | 国家元首     | 国旗 | 国徽 | 地图 |
| -------- | -------------- | --------------- | ------------ | ---- | ---- | ---- |
| 阿布哈茲 | 1992年7月23日  | 总统制          | 阿布哈茲總統 |      |      |      |
| 南奥塞梯 | 1991年11月28日 | 共和制 半总统制 | 南奥塞梯总统 |      |      |      |

## 其他自治共和國
| 自治共和国       | 建国日期       | 政治体制 | 国家元首     | 国旗 | 国徽 | 地图 |
| ---------------- | -------------- | -------- | ------------ | ---- | ---- | ---- |
| 阿扎尔自治共和国 | 1921年7月16日  | 议会制   | 格魯吉亞總統 |      |      |      |
|                  | 1990年11月17日 | 议会制   | 阿塞拜疆总统 |      |      |      |